# 太部神社
太部神社（たべじんじゃ）は、岐阜県加茂郡川辺町にある神社。
美濃国賀茂郡式内社の太部神社の論社である。別の説によると、太部神社は同じ川辺町にある太部古天神社という。旧社格は村社。
飛騨川に架かる新山川橋の東、約800mにある。

## 概略
創建時期は不明。元々は別の場所に鎮座していたが、焼失後現在地に移転再建されたという。焼失再建時期は不明であるが、天正4年（1576年）の年号が刻まれた木額が現存し、寛永16年（1639年）の造営の記録があることから、焼失時期は室町時代～江戸時代初期と推測される。
江戸時代は太梵天王宮と称していた。明治時代に太部神社に改称する。

## 祭神
- 国常立命
- 高皇産霊神
- 神皇産霊神

## 境内社
- 八幡神社
- 神明神社
- 南宮神社
- 秋葉神社

## 交通機関
- 高山本線中川辺駅より徒歩20分

## その他
- 現在、旧太部神社跡地（岐阜県加茂郡川辺町比久見1139）には田中神社が祀られている。